# Ричланд (Вашингтон)
Ричланд (англ. Richland) — місто (англ. city) в США, в окрузі Бентон штату Вашингтон. Населення — 60 560 осіб (2020).

## Географія
Ричланд розташований в місці впадання річки Якіма в річку Колумбія за координатами 46°17′22″ пн. ш. 119°17′30″ зх. д. / 46.28944° пн. ш. 119.29167° зх. д. (46.289428, -119.291794). 
Поряд з сусідніми містами Кенневік та Паско, входить до складу міської агломерації Три-Сітіс. За даними Бюро перепису населення США в 2010 році місто мало площу 101,30 км², з яких 92,51 км² — суходіл та 8,79 км² — водойми. В 2017 році площа становила 109,66 км², з яких 101,01 км² — суходіл та 8,65 км² — водойми.

### Клімат
| Клімат : Ричланд        | Клімат : Ричланд | Клімат : Ричланд | Клімат : Ричланд | Клімат : Ричланд | Клімат : Ричланд | Клімат : Ричланд | Клімат : Ричланд | Клімат : Ричланд | Клімат : Ричланд | Клімат : Ричланд | Клімат : Ричланд | Клімат : Ричланд | Клімат : Ричланд |
| Показник                | Січ.             | Лют.             | Бер.             | Квіт.            | Трав.            | Черв.            | Лип.             | Серп.            | Вер.             | Жовт.            | Лист.            | Груд.            | Рік              |
| Абсолютний максимум, °C | 21,7             | 22,8             | 27,8             | 33,3             | 40,6             | 43,3             | 43,3             | 45,0             | 41,1             | 31,7             | 25,0             | 18,9             | 45,0             |
| Середній максимум, °C   | 4,6              | 9,2              | 14,4             | 18,5             | 22,9             | 26,9             | 31,4             | 31,2             | 25,8             | 17,7             | 9,3              | 3,2              | 18,0             |
| Середній мінімум, °C    | −3,1             | −1               | 1,7              | 4,9              | 8,9              | 12,6             | 15,4             | 14,8             | 10,4             | 5,1              | 0,9              | −2,1             | 5,8              |
| Абсолютний мінімум, °C  | −29,4            | −30              | −11,7            | −5               | −1,1             | 3,3              | 5,0              | 3,9              | −0,6             | −10,6            | −21,1            | −23,3            | −30              |
| Норма опадів, мм        | 25               | 18               | 15               | 12               | 15               | 14               | 5                | 6                | 7                | 14               | 25               | 27               | 182              |
| ----------------------- | ---------------- | ---------------- | ---------------- | ---------------- | ---------------- | ---------------- | ---------------- | ---------------- | ---------------- | ---------------- | ---------------- | ---------------- | ---------------- |
| Джерело:                |                  |                  |                  |                  |                  |                  |                  |                  |                  |                  |                  |                  |                  |

## Демографія
Згідно з переписом 2010 року, у місті мешкало 48 058 осіб у 19 707 домогосподарствах у складі 12 974 родин. Густота населення становила 474 особи/км².  Було 20876 помешкань (206/км²).
Расовий склад населення:
| - 87,0 % — білих - 4,7 % — азіатів - 1,4 % — чорних або афроамериканців - 0,8 % — корінних американців - 0,1 % — вихідців з тихоокеанських островів - 2,7 % — осіб інших рас |

До двох чи більше рас належало 3,2 %. Частка іспаномовних становила 7,8 % від усіх жителів.
За віковим діапазоном населення розподілялося таким чином: 24,2 % — особи молодші 18 років, 61,2 % — особи у віці 18—64 років, 14,6 % — особи у віці 65 років та старші. Медіана віку мешканця становила 39,4 року. На 100 осіб жіночої статі у місті припадало 96,1 чоловіків;  на 100 жінок у віці від 18 років та старших — 94,2 чоловіків також старших 18 років.
Середній дохід на одне домашнє господарство  становив 88 619 доларів США (медіана — 67 483), а середній дохід на одну сім'ю — 103 106 доларів (медіана — 86 632). Медіана доходів становила 73 394 долари для чоловіків та 46 136 доларів для жінок. За межею бідності перебувало 10,6 % осіб, у тому числі 17,1 % дітей у віці до 18 років та 5,0 % осіб у віці 65 років та старших.
Цивільне працевлаштоване населення становило 24 371 осіб. Основні галузі зайнятості: науковці, спеціалісти, менеджери — 23,0 %, освіта, охорона здоров'я та соціальна допомога — 22,1 %, роздрібна торгівля — 11,3 %, будівництво — 8,7 %.

## Транспорт
Місто обслуговується аеропортом Річланд; в сусідньому Паско розташоване аеропорт Три-Сітіс. Обидва ці аеропорти обслуговують лише місцеві рейси.

## Міста-побратими
Синьчжу, Китайська республіка
 Славутич, Україна